# Pouy-Petit

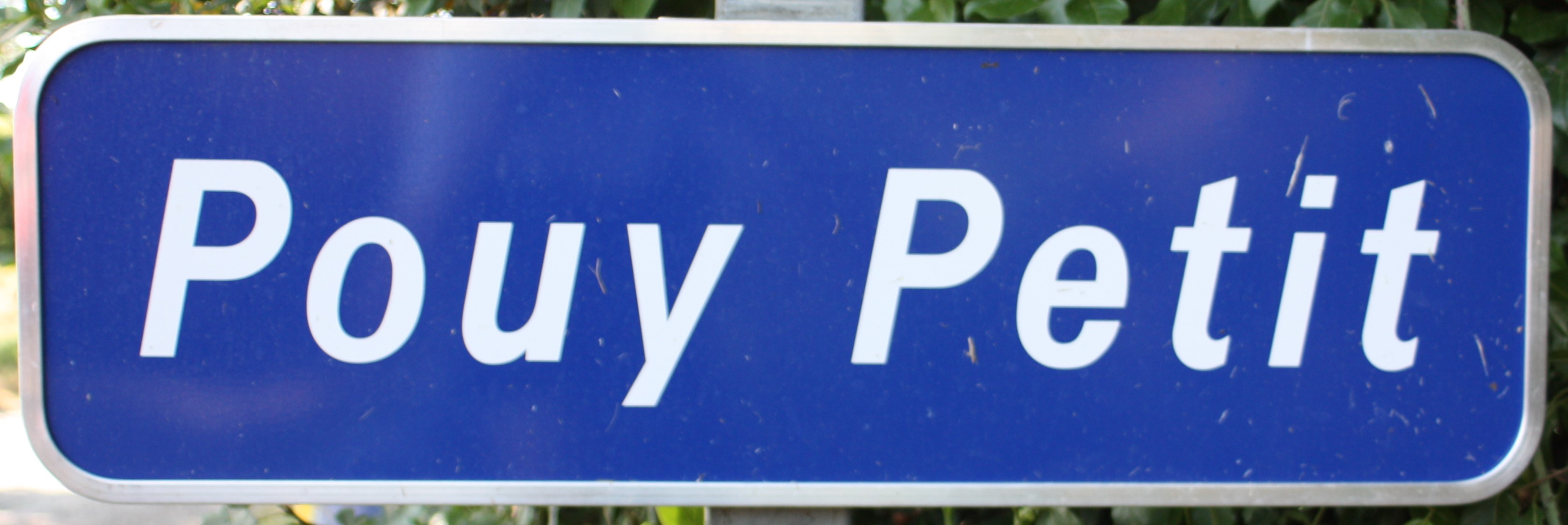
Panneau d'entrée du lieu-dit.

Pouy-Petit est une ancienne commune du Gers. En 1841, elle est rattachée à la commune de Saint-Orens, qui prit le nom de Saint-Orens-Pouy-Petit en 1854.

## Géographie

### Localisation
Pouy-Petit se situe en Gascogne, dans le Condomois, au sein de la commune de Saint-Orens-Pouy-Petit.

## Histoire
Pouy-Petit était à l'origine un castelnau appartenant au comté de Gaure, disposant d'un château de style gascon du XIIIe siècle ou du début du XIVe siècle. Cependant, le château actuel a été reconstruit, près de l'ancien, durant la Restauration.
En 1801, la commune passa du canton de Saint-Puy au canton de Valence. En 1841, Pouy-Petit est fusionnée au sein de la commune de Saint-Orens-Pouy-Petit. En 2014, Saint-Orens-Pouy-Petit est transférée au canton de Baïse-Armagnac.

## Population et société

### Démographie
| 1793 | 1800 | 1806 | 1821 | 1831 | 1836 |
| ---- | ---- | ---- | ---- | ---- | ---- |
| 154  | 111  | 128  | 146  | 139  | lac. |

## Culture et patrimoine

### Lieux et monuments
- Église
- Château de Pouy-Petit